# Гови, Джильберто
Джильберто Гови (итал. Gilberto Govi; 1826—1889) — итальянский физик, естествовед и политик; автор ряда научных трудов. Участник войны за независимость родины от иноземного господства.

## Биография
Джильберто Гови родился 21 сентября 1826 года в городе Мантуя. Успешно окончил Падуанский университет.
Во время австро-итальянской войны (Первая война за объединение Италии) воевал в рядах армии Сардо против австрийского господства в Италии.
В 1859 году, в ходе австро-итало-французской войны, Джильберто Гови вновь поступил на службу и сражался за независимость отечества.
Был профессором физики в университетах Флоренции, Турина и Неаполя. 
Свои научные статьи размещал большей частью в итальянских и французских научно-популярных журналах. Отдельными изданиями вышли: «Delle scienza nelle società» (Typин, 1857), «Della fisica e del modo di studiarla e d’insegnarla nei tempi passati e al di nostri» (Typин, 1862), «Galileo Galilei» (Typин, 1864). «Il Santo ofizio, Copernico e Galileo» (Typин, 1872) и другие работы.
Помимо этого Д. Гови был довольно значимым политическим деятелем своего времени.
Джильберто Гови умер 29 июня 1889 года в городе Риме.